# Vietnã nos Jogos Olímpicos de Verão de 2008
O Vietnã competiu nos Jogos Olímpicos de Verão de 2008, em Pequim, na China. O país estreou nos Jogos em 1952 e em Pequim fez sua 13ª participação.

## Medalhas
| Atleta         | Esporte        | Evento              | Medalha |
| -------------- | -------------- | ------------------- | ------- |
| Hoang Anh Tuan | Halterofilismo | Até 56 kg masculino | Prata   |

## Desempenho

### Atletismo
| Nguyễn Đình Cương | 800 m masculino | 1:52.06 | 7   |       |   | Não avançou | Não avançou | Não avançou | Não avançou | Não avançou | Não avançou |
| Vũ Thị Hương      | 100 m feminino  | 11.65   | 3 Q | 11.70 | 8 | Não avançou | Não avançou | Não avançou | Não avançou | Não avançou | Não avançou |

### Badminton
| Atleta               | Prova             | Ronda dos 64                  | Ronda dos 32                    | Ronda dos 16           | Quartos-finais         | Semifinais             | Final                  | Final       |             |
| Atleta               | Prova             | Adversário e resultado        | Adversário e resultado          | Adversário e resultado | Adversário e resultado | Adversário e resultado | Adversário e resultado | Pos.        |             |
| -------------------- | ----------------- | ----------------------------- | ------------------------------- | ---------------------- | ---------------------- | ---------------------- | ---------------------- | ----------- | ----------- |
| Nguyễn Tiến Minh     | Simples masculino | Bye                           | TPE Hsieh D 16-21, 21-15, 15-21 | Não avançou            | Não avançou            | Não avançou            | Não avançou            | Não avançou | Não avançou |
| Lê Ngọc Nguyên Nhung | Simples feminino  | SRI Jayasinghe V 21-13, 21-12 | JPN Hirose D 7-21, 12-21        | Não avançou            | Não avançou            | Não avançou            | Não avançou            | Não avançou | Não avançou |

### Halterofilismo
| Atleta           | Prova               | Arranque  | Arranque | Arremesso | Arremesso | Total | Pos.             |
| Atleta           | Prova               | Resultado | Pos.     | Resultado | Pos.      | Total | Pos.             |
| ---------------- | ------------------- | --------- | -------- | --------- | --------- | ----- | ---------------- |
| Hoàng Anh Tuấn   | -56 kg masculino    | 130       | 3        | 160       | 2         | 290   | Medalha de prata |
| Nguyễn Thị Thiết | -63nbsp;kg feminino | 100       | 7        | 125       | 6         | 225   | 5                |

### Natação
| Atleta          | Prova                 | Eliminatória | Eliminatória | Semifinal   | Semifinal   | Final       | Final       |
| Atleta          | Prova                 | Tempo        | Pos.         | Tempo       | Pos.        | Tempo       | Pos.        |
| --------------- | --------------------- | ------------ | ------------ | ----------- | ----------- | ----------- | ----------- |
| Nguyễn Hữu Việt | 100 m peito masculino | 1:06.36      | 58           | Não avançou | Não avançou | Não avançou | Não avançou |

### Taekwondo
| Nguyen Van Hung     | +80 kg masculino | NGR Chukwumerije D 1-3 | Não avançou        | Não avançou             | Não avançou       | Não avançou | Não avançou | Não avançou |
| Trần Thị Ngọc Trúc  | -49 kgfeminino   | PNG Tona V 5-0         | THA Puedpong D 1-2 | Avançou para repescagem | CUB Montejo D 0-4 | Não avançou |             |             |
| Nguyễn Thị Hoài Thu | -57 kg feminino  | SEN Diedhiou D 0-1     | Não avançou        | Não avançou             | Não avançou       | Não avançou | Não avançou | Não avançou |

### Tênis de mesa
| Atleta         | Prova   | Ronda Preliminar                       | Ronda 1                                           | Ronda 2                                     | Ronda 3                | Ronda 4                | Quartos-finais         | Semifinais             | Final                  |             |
| Atleta         | Prova   | Adversário e resultado                 | Adversário e resultado                            | Adversário e resultado                      | Adversário e resultado | Adversário e resultado | Adversário e resultado | Adversário e resultado | Adversário e resultado |             |
| -------------- | ------- | -------------------------------------- | ------------------------------------------------- | ------------------------------------------- | ---------------------- | ---------------------- | ---------------------- | ---------------------- | ---------------------- | ----------- |
| Đoàn Kiến Quốc | Simples | AUS Zalcberg V 11-8, 11-7, 12-10, 11-5 | FRA Legout V 10-12, 11-7, 11-6, 6-11, 11-9, 14-12 | RUS Smirnov D 3-11, 11-5, 4-11, 12-14, 8-11 | Não avançou            | Não avançou            | Não avançou            | Não avançou            | Não avançou            | Não avançou |

### Tiro
| Atleta            | Prova                        | Qualificação | Qualificação | Final       | Final       | Pos. |
| Atleta            | Prova                        | Pontos       | Pos.         | Pontos      | Pos.        | Pos. |
| ----------------- | ---------------------------- | ------------ | ------------ | ----------- | ----------- | ---- |
| Nguyễn Mạnh Tường | Pistola de ar 10 m masculino | 572          | 34           | Não avançou | Não avançou | 34   |
| Nguyễn Mạnh Tường | Pistola livre 50 m masculino | 543          | 38           | Não avançou | Não avançou | 38   |